# Soterus
Soterus († 174 oder 175), auch Soter oder „Papst der Barmherzigkeit“ genannt, war in den 160er und 170er Jahren Bischof von Rom.

## Leben
Soter (griechisch für ‚Retter, Heiland, Erlöser‘) soll aus Fundi im Latium stammen und starb der Legende nach als Märtyrer zur Zeit der Christenverfolgungen unter Marcus Aurelius. Er wurde in der Calixtus-Katakombe in Rom begraben. Sein Gedenktag ist der 22. April.